# الشرفة (ريمة)

تعديل مصدري - تعديل

الشرفة هي إحدى قرى مديرية الجعفرية بمحافظة ريمة اليمنية، بلغ تعداد سكانها 1777 نسمة حسب الإحصاء الذي جرى عام 2004.